# Klentnický potok
Der Klentnický potok ist ein rechter Nebenfluss der Thaya/Dyje in Tschechien.

## Verlauf
Der Klentnický potok entspringt am östlichen Fuße der Stolová hora (Tafelberg, 459 m n.m.) in der Mikulovská vrchovina. Die Quelle liegt am südlichen Ortsrand von Klentnice (Klentnitz) auf der Teichstätte des ehemaligen Klentnitzer Dorfteiches im Nikolsburger artesischen Quellgebiet (Mikulov-gravitace).
Sein Mittellauf führt in nordöstlicher Richtung durch den Grund Mokrý žleb; linksseitig erheben sich hier Weinberge, zur rechten erstreckt sich im Waldgebiet Milovický les das Wildgehege Klentnice. Anschließend fließt der Bach durch die Weinberge zwischen Pavlov (Pollau) und Milovice (Millowitz) in das Dolnomoravský úval (Südliches Marchbecken).
Auf seinem Unterlauf fließt der Klentnický potok reguliert durch die Felder am Stausee Nové Mlýny; vor der Aufstauung der
Thaya verlor sich sein Wasser dann in den sumpfigen Auwiesen am Fluss. Heute wird der Bach hinter dem südlichen Damm des unteren Stausees als Umführungsgraben nach Südwesten geführt. Gegenüber von Nové Mlýny mündet der Klentnický potok unterhalb des Wasserkraftwerkes Nové Mlýny in die Thaya. Der durchschnittliche Durchfluss an der Mündung liegt bei 0,006 m³/s.
Der Klentnický potok bildet zusammen mit dem Mušlovský potok die natürliche Abgrenzung zwischen der Milovická pahorkatina (Milowitzer Hügel) und den Pavlovské vrchy (Pollauer Berge). Der obere und mittlere Bachlauf liegen innerhalb des Landschaftsschutzgebietes Pálava. Der Klentnický potok neigt zur Austrocknung, die meiste Zeit des Jahres ist kein durchgängiger Wasserstand vorhanden. Entlang des Bachbettes ist die Ufervegetation erhalten.

## Zuflüsse
- Milovický potok (r), am Thayastausee